# Schlufhöhle
Die Schlufhöhle bei Deutschfeistritz befindet sich in 471 m ü. A. im Kugelstein nördlich des Hauptortes von Deutschfeistritz und südlich von Badl, Steiermark in Österreich.

## Lage
Die Schlufhöhle befindet sich am östlichen Hang des Kugelsteins, nördlich der Kugelsteinhöhle III und rund 27 Meter unterhalb der Efeuhöhle sowie etwas nördlich unterhalb des Fuchsloches, unweit der Gemeindegrenze zwischen Deutschfeistritz und Frohnleiten. Der Zugang zur Höhle befindet sich in einem kleinen Felsband.

## Beschreibung
Vom Eingang der rund 6 Meter langen Schlufhöhle zweigen zwei niedrige Gänge ab. Der westliche Gang wird nach etwa 3 Metern unpassierbar. Der nordwestliche Gang wird nach rund 2,7 Metern zu niedrig um weiter passierbar zu sein.
Der Höhlenboden ist zu großen Teilen mit Höhlenlehm bedeckt. Eine genaue Untersuchung der Sedimentsablagerungen ist bis heute aber nicht durchgeführt worden.